# 阿丽萨·特鲁
阿丽萨·特鲁（英語：Arisa Trew，2010年5月12日—），澳大利亚女子滑板运动员，主攻碗池，2023年世界极限运动会女子碗池赛金牌得主、2024年夏季奥林匹克运动会女子碗池赛金牌得主。